# Alfred Teufel
Alfred Teufel (* 21. März 1894 in Backnang; † 8. August 1985 in Nagold) war ein deutscher Unternehmer.

## Werdegang
Teufel kam als Sohn des Unternehmers Albert Teufel zur Welt. Sein Vater hatte 1907 in Backnang die Mechanische Werkstätte gegründet, die auf den Bau von Anlagen der Lüftungstechnik spezialisiert war. Er übernahm 1919 die Leitung der Firma und verlagerte sie 1938 nach Nagold.

## Ehrungen
- 1954: Verdienstkreuz der Bundesrepublik Deutschland
- 1974: Großes Verdienstkreuz mit Stern der Bundesrepublik Deutschland
- Ehrenbürger der Stadt Nagold
- Ehrensenator der Universität Tübingen